# Khia
Khia, de son vrai nom Khia Shamone Chambers, née le 8 novembre 1977 à Philadelphie, en Pennsylvanie, est une chanteuse, rappeuse, auteure-compositrice-interprète et productrice de hip-hop américaine.

## Biographie

### Jeunesse
Khia est née Khia Shamone Chambers le 8 novembre 1977 à Philadelphie, en Pennsylvanie, a été élevée à dans le quartier de Germantown, et a emménagé à Tampa, en Floride à 11 ans. Khia étudie à la Dowdell Middle School et à la Hillsborough High School de Tampa. En 1991, Khia met au monde son premier enfant, une fille nommée Khia. En 1992, elle emménage à Hawaï lorsqu'elle met au monde son deuxième enfant, Rashawn. En 1998, Khia rencontre sa famille perdue de vue depuis longtemps. Avant de devenir rappeuse, elle travaillait comme barmaid au Club XS de Tampa. Sa mère Carol Belinda Chambers décède en 2001,.

### Thug Misses(2002)
Khia publie son premier album, Thug Misses en 2002 au label Dirty Down/Artemis Records en réédition à sa version originale au label Divine Records. Le premier single, My Neck, My Back (Lick It), devient un succès et atteint la 42e place du Hot 100 et la 12e des Hot Rap Tracks. MTV News rapporte qu'elle aurait écrit My Neck, My Back en 15 minutes. Le single est également la musique du générique de la série Dark Angel diffusée sur la chaîne américaine Fox. Le second single, You My Girl, est une dédicace à sa mère.
En 2020, Le single My Neck, My Back est l'un des soundtracks du film comique The Wrong Missy de Tyler Spindel qui raconte l'histoire de Tim Morris qui rencontre « la femme de sa vie ». Quelques jours plus tard, il l'invite à passer un week-end avec lui, organisé par son entreprise. Quand il voit débarquer la mauvaise fille qui porte le même nom dans son répertoire téléphonique  que la femme de sa vie. Tim comprend un peu tard, qu'il a envoyé un message à la mauvaise personne et doit faire avec.

### DeGangstressàBoss Lady(2003–2008)
En 2004, Khia participe à la chanson Jump on It de Trick Daddy et Tampa Tony, issue de l'album Thug Matrimony: Married to the Streets. Le deuxième album de Khia est annoncé en 2003 sous le titre de Street Preacher. L'album n'est achevé qu'à mi-2003, et est annoncé pour fin 2003 mais de nouveau repoussé pour des raisons encore méconnues. En 2006, Khia publie un autre album, qui devient son deuxième album, Gangstress en juillet 2006 au label Phase One Communications. Il débute à la 67e place des Billboard RnB Albums. Plus tard en 2006, Khia collabore avec Janet Jackson sur sa chanson So Excited, qui atteint la 90e place du Hot 100 et la première place des Hot Dance Club Play.
Après sa signature au label Big Cat Records, et toujours à son label Thug Misses Entertainment, Khia achève son troisième album, Nasti Muzik, publié le 22 juillet 2008. What They Do est le premier single promotionnel de l'album, qui fait participer le rappeur Gucci Mane, originaire d'Atlanta. Le premier single, Be Your Lady, est produit par Push-a-Key Productions de Tampa. Khia fait ensuite la promotion d'une mixtape intitulée The Boss Lady, animée par DJ Scream. Khia participe à l'émission de téléréalité Miss Rap Supreme diffusée sur la chaîne américaine VH1 en 2008. Khia est disqualifiée de la compétition pour chanson enregistrée avec l'émission, Respect Me.

### Nouveaux albums (2009–2012)
Khia se lance dans son quatrième album, MotorMouf aka Khia Shamone, en 2009. Le 4 mai 2010, elle publie le premier single de l'album, Been a Bad Girl. La vidéo du single est tournée à New York par Clifton Bell. La chanson montre un côté plus sensible de la rappeuse. Khia s'arrête ensuite à ABC News pour la promotion de son single. En 2010, elle explique au site web HipHopDX que l'album sera composé de chants plus que de rap à chaque cut. Un second single, So Addicted, suit Been a Bad Girl. MotorMouf aka Khia Shamone est publié le 17 juillet 2012. En 2014, elle publie l'album Love Locs.

## Discographie
- 2002 : Thug Misses
- 2006 : Gangstress
- 2008 : Nasti Muzik
- 2012 : Motor Mouf aka Khia Shamone
- 2014 : Love Locs